# Jazzclub Henkelmann

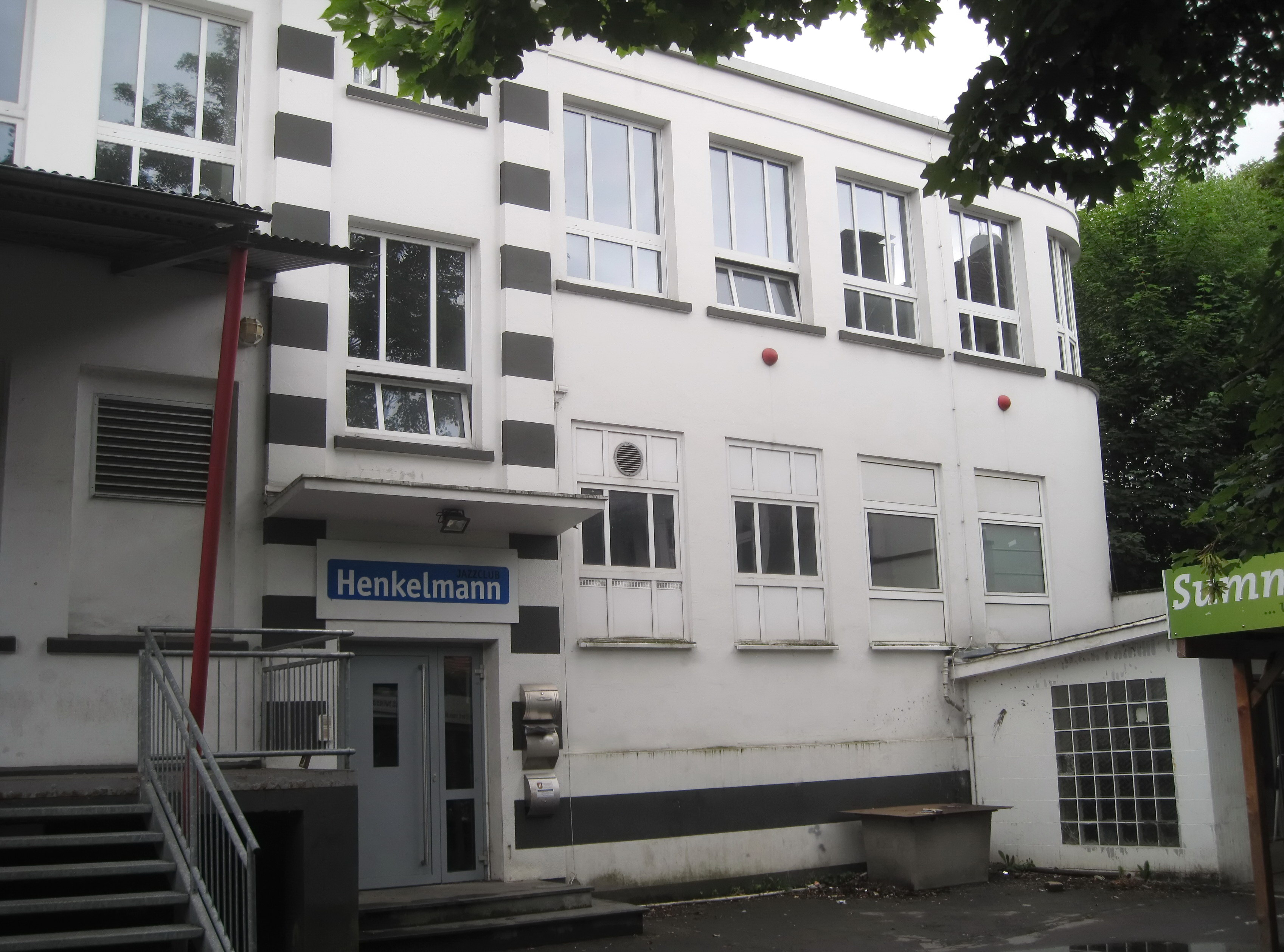
Jazzclub Henkelmann

Der Jazzclub Henkelmann ist ein vom Hot Club Iserlohn in einer alten Fabrik 1957 gegründeter Veranstaltungsort für Jazzmusik in Iserlohn, der in der Straße Obere Mühle 46–50 gelegen ist.

## Geschichte
Am 3. Juni 1952 gründeten 8 Mitglieder den Hot Club Iserlohn als einen Jazzclub, der sich 1953 der Deutschen Jazz Föderation anschloss. Neben Plattenabenden und Vorträgen wurden bald auch Konzerte veranstaltet. Die Stadt Iserlohn stellte 1955 einen Gewölbekeller im Gebäude des heutigen Stadtmuseums als Probe- und Musizierraum zur Verfügung, der als Jazzkeller fungierte. 1957 zog der Jazzkeller in den Keller eines ehemaligen Fabrikgebäudes an der Friedrichstraße/Ecke Oststraße um und erhielt den Namen Henkelmann.
Unter der Leitung von Musikern wie Fritz Tonath, Gustl Kaesche oder Klaus Demski wurden mehrfach Bigbands zusammengestellt. Die Bigband des Hot Club Iserlohn wurde zu überörtlichen Festivals eingeladen, nach Dortmund und 1961 zum Deutschen Amateur-Jazz-Festival. Mehrfach gab es Rundfunk- und Fernsehaufzeichnungen aus dem Keller mit Iserlohner Musikern und Bands. Der WDR machte Tonaufnahmen im Henkelmann, z. B. ca.  1994 von der Boogie Woogie Company aus Köln, zu dessen Gründung im Jahr 1964 der Hot Club Iserlohn bzw. Henkelmann mit seinen Jazz-Verbindungen indirekt beigetragen hat. Peter Herbolzheimer war mit seiner Big Band ein regelmäßiger Gsst im Henkelmann. Jazzformationen aus dem Umfeld der Musikhochschulen waren und sind im Henkelmann immer wieder zu sehen, auch dessen Dozenten wie z. B. Walter Norris.
In den kommenden Jahrzehnten traten neben lokalen Musikern auch internationale Stars im Henkelmann auf, so Mal Waldron, Gary Burton, Elvin Jones, John Abercrombie, Ralph Towner, Steve Swallow, Joe Zawinul, Johnny Griffin, Maynard Ferguson, Sun Ra, John Scofield, die Newport-All-Stars um George Wein, WDR Big Band, Charly Antolini, Jasper van’t Hof, Axel Zwingenberger, Torsten Zwingenberger oder Katie Webster. Dabei wurden auch einige Alben mitgeschnitten (-> Diskographische Hinweise).
Dieter Enners (Vorsitzender Hot Club Iserlohn in den 80ern) gründete den Hammond Nostalgie Club im Henkelmann, der als Veranstaltungsort für Vereinstreffen, Ausstellungen und von der Hammondorgel geprägte Jazz- und Blues-Konzerte diente. Die  junge Hammond-Organistin Barbara Dennerlein hatte dort eine große Fangemeinde. Sie gab mehrere Konzerte und Workshops.
Johnny Heartsman (John Leroy "Johnny" Heartsman) aus San Francisco spielte ein Konzert.
Während des Konzertes im Juni 1988 mit Laco Déczi und seiner Band Celula brach im oberen Gebäudekomplex, in dem sich einige Handwerksbetriebe über dem Jazzkeller befanden, ein Brand aus. Der generalüberholte Konzertflügel des Clubs wurde vor dem Eintreffen der Feuerwehr noch abgedeckt und überstand so das Löschwasser des Brandes aus den Stockwerken darüber. Der Gebäudekomplex wurde zu stark beschädigt. Der Hot Club musste sich nach neuen Räumlichkeiten umsehen, die er in einem stillgelegten Fabrikgelände fand. 1990 wurde der Henkelmann dort wieder eröffnet. Nun wurden die wöchentlichen Konzerte, bei denen in den letzten Jahren auch Joachim Kühn oder Sarah Buechi/Christoph Haberer zu hören waren, für weitere Genres geöffnet.

## Diskographische Hinweise
- Sami Swoi Live im Henkelmann (JG Records 197?)
- Imre Köszegi Quartet Feat. Zbigniew Namysłowski For Kati (JG Records 1980, mit László Gárdonyi, Jack Gregg)
- Bill Saxton Quartet Live at the Henkelmann Jazz Club (Trion 1991, mit Christof Sänger, Christian von Kaphengst, Heinrich Köbberling)